# Żardeniki (gmina Świątki)
Żardeniki (niem. Scharnigk A i Scharnigk B) – osada w Polsce, położona w województwie warmińsko-mazurskim, w powiecie olsztyńskim, w gminie Świątki.
W latach 1975–1998 miejscowość należała administracyjnie do województwa olsztyńskiego. Osada znajduje się w historycznym regionie Warmia.